# Краснодарское высшее военное авиационное училище лётчиков

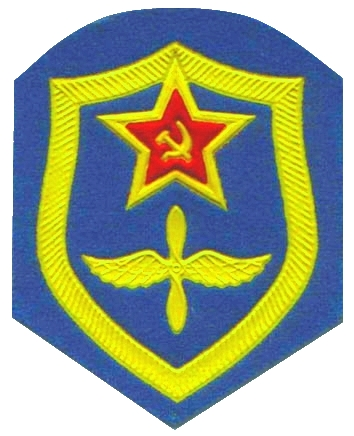
Нарукавный знак по роду сил (службе) Военно-воздушных сил ВС СССР.

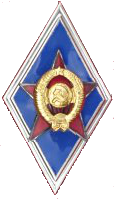
Нагрудный знак,
ВС СССР,
за окончание военно-учебного заведения — высших военных училищ и военных институтов.

Краснодарское высшее военное авиационное ордена Дружбы народов училище лётчиков имени Героя Советского Союза А. К. Серова (Военный институт) (КВВАУЛ, Краснодарское ВВАУЛ (ВУ)) — расположенное в Краснодаре и других городах высшее военное лётное училище, ведущее свою историю с 19 августа 1938 года.
Датой основания училища установлено 5 ноября.

## Наименования
Исторические наименования формирования:
- 30-я военная школа пилотов (30-я школа военных пилотов), дислоцировалась в городе Чита, в литературе встречается наименование Читинская школа военных пилотов.
- 30-я военная школа пилотов имени А. К. Серова
- Батайская авиационная школа пилотов имени А. К. Серова
- Батайское военное авиационное училище летчиков имени А. К. Серова
- Краснодарское военное объединённое ордена Дружбы народов лётно-техническое училище имени Героя Советского Союза А. К. Серова
- Краснодарское высшее военное авиационное училище имени А. К. Серова
- Краснодарский военный авиационный институт имени А. К. Серова.
- Краснодарский филиал Военного учебно-научного центра военно-воздушных сил «Военно-воздушная академия имени профессора Н. Е. Жуковского и Ю. А. Гагарина» (Воронеж)
- Краснодарское высшее военное авиационное училище лётчиков имени Героя Советского Союза А. К. Серова.

## История училища

### СССР
19 августа 1938 года по приказу Наркома Обороны СССР в городе Чита была создана 30-я военная школа пилотов, с которой отсчитывает свою историю Краснодарское высшее военное авиационное училище лётчиков.
22 июня 1939 года приказом Наркома обороны СССР № 120 школе было присвоено имя Героя Советского Союза А. К. Серова.
В октябре 1939 года школа пилотов была передислоцирована в Батайск на базу расформированной Батайской Первой Краснознамённой школы гражданского воздушного флота имени Баранова.
Приказом Наркома обороны Союза ССР № 0234 от 28 декабря 1939 года школа была переименована в Батайскую авиационную школу пилотов имени А. К. Серова.
Первый выпуск младших лейтенантов, бывших курсантов, — 542 лётчика — школа осуществила в июне 1940 года, а к началу войны подготовила уже 1414 лётчиков-истребителей на самолётах И-5, И-15, И-16.
С 1.04.1940 г. Приказом НКО № 008 от 14.03.1940 г. увеличивается на одну учебную эскадрилью.
С начала Великой Отечественной войны, в период с 1940 по 1944 год лётные кадры готовились по ускоренной программе — курсанты обучались за 6 месяцев, обучение проводилось на истребителях ЛаГГ-3.
В октябре 1941 года, в связи с приближением фронта, Батайская военная авиационная школа перебазировалась в Евлах, Азербайджанской ССР.
В 1943 году школа выпускала пилотов по курсу подготовки командиров авиационного звена и именовалась Краснодарским объединённым военным авиационным училищем. Начальником училища был полковник Пристром Евгений Степанович.

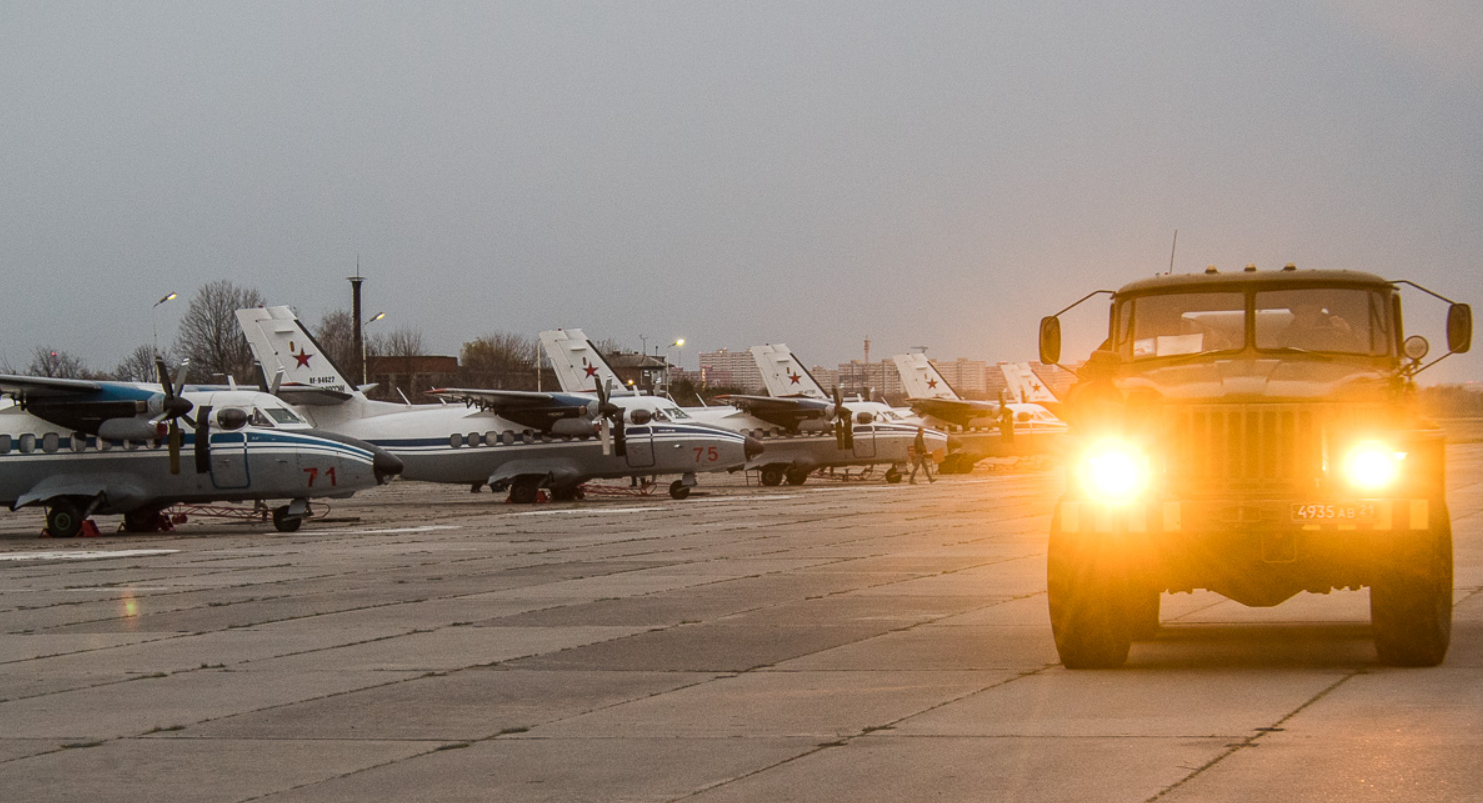
Самолеты Л-410 Краснодарского училища летчиков

В марте 1944 года школа возвратилась на прежнее место дислокации в Батайск.
1 октября 1945 года школа была переименована в Батайское военное авиационное училище летчиков имени А. К. Серова.
С 1946 по 1959 год обучение курсантов велось на самолётах Ла-7, Ла-9, Як-11, Як-18, ПО-2, Як-12.
С 1952 года курсанты обучались также на реактивных истребителях МиГ-15бис.
В период с 18 апреля по 1 июня 1960 года Батайское военное авиационное училище лётчиков имени А. К. Серова было реорганизовано в Краснодарское военное объединённое ордена Дружбы народов лётно-техническое училище имени Героя Советского Союза А. К. Серова для подготовки военнослужащих для стран народной демократии с расположением в Краснодаре, на базу бывшей Краснодарской высшей офицерской школы штурманов ВВС.
С 14 мая 1960 года училище начало готовить лётные кадры для иностранных государств. Обучение велось на 18 типах вооружения, включая МиГ-29 и Су-27.

### Россия
С 1991 года училище вновь стало готовить кадры для Российских ВВС (по программе среднего авиационно-технического училища 1991—2003 годы, по программе лётного училища с 2001 года), а с 1993 года и для СНГ.
19 декабря 1994 года Постановлением Правительства Российской Федерации № 1404 училище было переименовано в Краснодарское высшее военное авиационное училище имени А. К. Серова.
29 августа 1998 года Постановление Правительства Российской Федерации № 1009 училище было преобразовано в Краснодарский военный авиационный институт.
Постановлением Правительства Российской Федерации от 10 мая 2001 года, приказом Министра обороны России № 278 от 23 июня 2001 года к Краснодарскому военному авиационному институту были присоединены Армавирский и Балашовский военный институт. С этого момента лётное обучение стало производиться на аэродромах Кущёвская, Котельниково, Тихорецк, а также в трёх учебных авиационных центрах:
- Армавирский центр (Армавир, Майкоп) — дата основания 23 февраля 1941 года.
- Борисоглебский центр (Борисоглебск, Мичуринск) — дата основания 5 января 1923 года.
- Балашовский центр (Балашов, Ртищево) — дата основания 15 июля 1944 года.

9 июля 2004 года Распоряжением Правительства Российской Федерации № 937-Р институт был переименован в Краснодарское высшее военное авиационное училище лётчиков (военный институт) имени Героя Советского Союза А. К. Серова.
Во время празднования 100-летия российской авиации и Качинского училища в ноябре 2010 года Министром обороны Российской Федерации был издан приказ о переименовании Краснодарского высшего военного авиационного училища лётчиков в Качинский филиал ВУНЦ ВВС, однако на практике Краснодарский ВАИ в Качинский переименован не был.
23 апреля 2012 года в соответствии с директивой Министра обороны Российской Федерации от 29 января и указаний Генштаба ВС России Краснодарское высшее военное авиационное училище лётчиков (военный институт) имени Героя Советского Союза А. К. Серова было присоединено к Воронежской военно-воздушной академии и переименовано в Военный учебно-научный центр Военно-воздушных сил «Военно-воздушная академия имени профессора Н. Е. Жуковского и Ю. А. Гагарина» (филиал г. Краснодар), сокращенно филиал ВУНЦ ВВС «ВВА» (г. Краснодар).
В ноябре 2012 года Армавирский, Борисоглебский и Балашовский учебные авиационные центры были расформированы и сформирован Центр лётной подготовки (ЦЛП ВУНЦ ВВС «ВВА»), в состав которого вошли все учебные авиационные полки (базы) ВВС ВС России.
1 августа 2015 года краснодарский филиал ВВА вышел из структуры ВУНЦ ВВС «ВВА им. Н. Е. Жуковского и Ю. А. Гагарина», вернув себе самостоятельность. Он был преобразован в Краснодарское высшее военное авиационное училище лётчиков имени Героя Советского Союза А. К. Серова. Тогда же был расформирован Центр лётной подготовки (ЦЛП ВУНЦ ВВС «ВВА»).

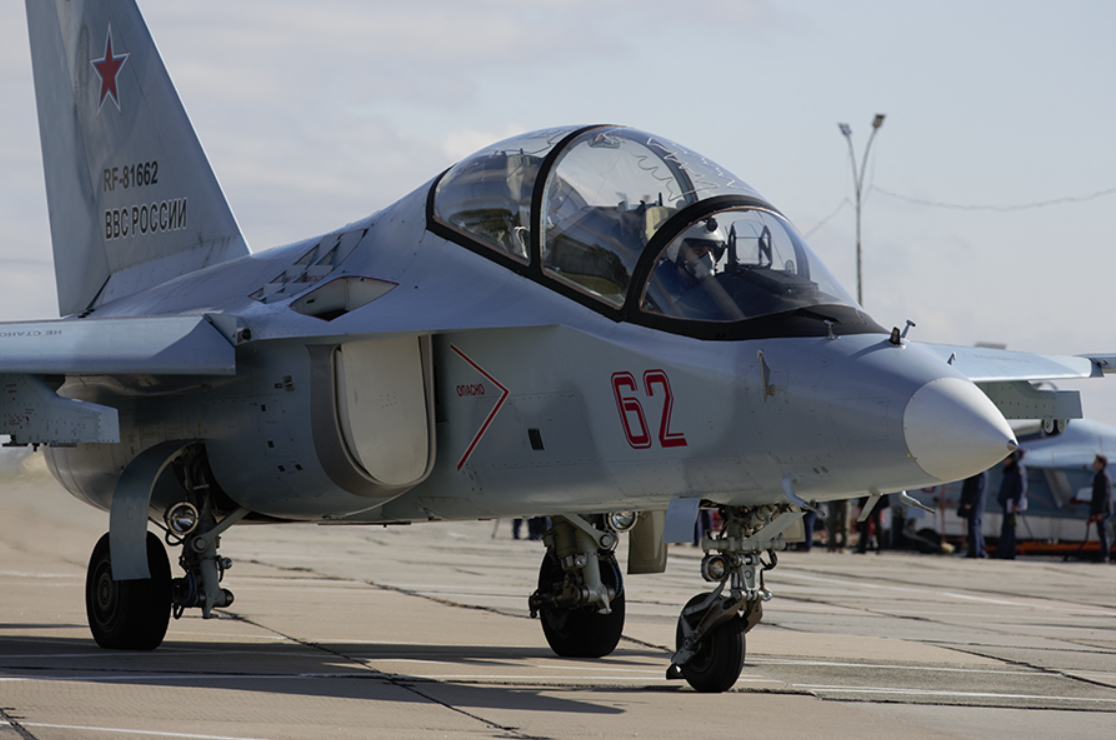
Учебно-боевой самолет Як-130 на аэродроме училища

С 2011 года для обучения курсантов в училище стали поступать самолёты Як-130, и на конец 2016 года было получено более 70 учебно-боевых самолётов данного типа. Основной авиапарк составили самолёты Л-39, Л-410, Ан-26, МиГ-29, Су-27, Су-25.
В 2017 году состоялся первый набор девушек-курсантов в училище. По состоянию на 2020 год в вузе учились 45 девушек (41 — на летчиков военно-транспортной авиации, 4 — на истребителей, штурмовиков и бомбардировщиков). Первый выпуск с участием девушек состоялся осенью 2022 года.
Лётное обучение производится на аэродромах Кущёвская, Котельниково, Тихорецк, Армавир, Майкоп, Борисоглебск, Мичуринск, Балашов, Ртищево.

## Структура

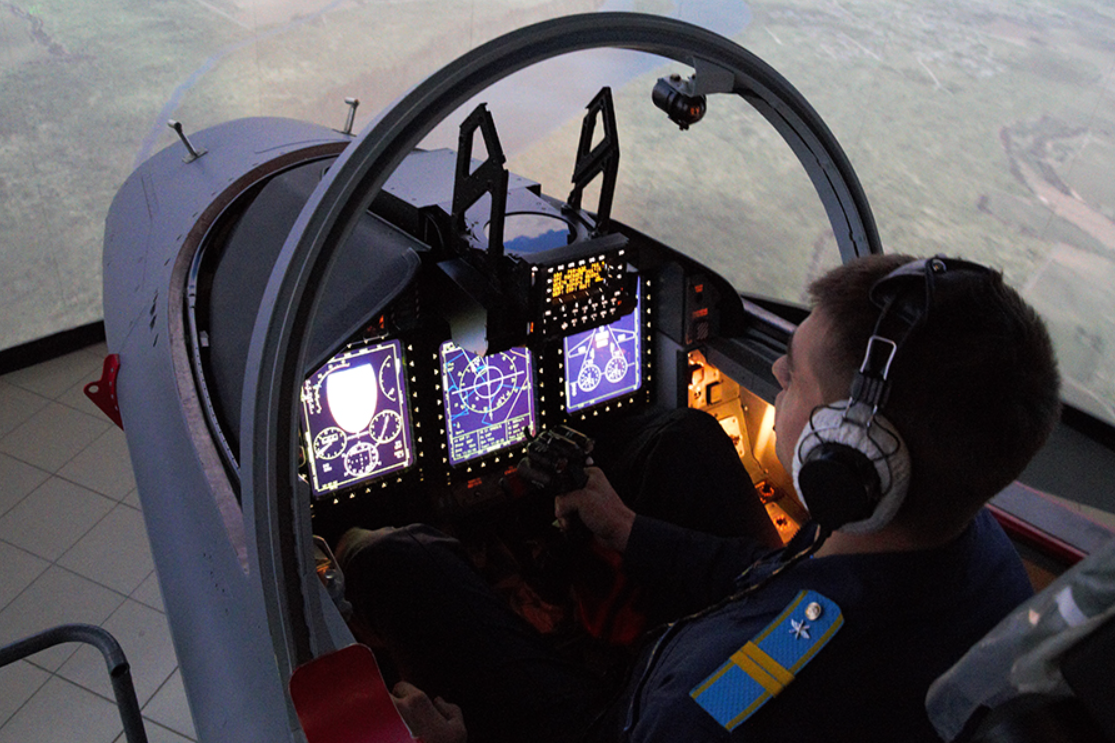
Занятие на авиатренажере в училище

В училище функционируют пять факультетов:
- Факультет базовой подготовки (г. Краснодар), на котором осуществляется теоретическая подготовка курсантов
- Факультет иностранных военнослужащих (г. Краснодар)
- Факультет истребительной авиации (г. Армавир)
- Факультет бомбардировочной и штурмовой авиации (г. Борисоглебск)
- Факультет военно-транспортной и дальней авиации (г. Балашов)

Краснодарское высшее военное авиационное училище лётчиков готовит лётчиков:
- истребительной авиации,
- бомбардировочной и штурмовой авиации,
- военно-транспортной и дальней авиации,
- морской ракетоносной и противолодочной авиации.

В училище курсанты изучают 56 дисциплин, среди которых есть гуманитарные (история, философия, правоведение), естественные (математика, информатика, физика) и специализированные (аэродинамика, сопромат и т.д.). К важным элементам учёбы относятся не только лётное обучение, но и прыжки с парашютом. В теории выпускник КВВАУЛ может позже стать пилотом гражданской авиации, однако ему потребуется пройти тщательную переподготовку.

## Начальники
- полковник Пристром Евгений Степанович[12] (апрель 1943 — ?)[3]
- полковник Валерий Иванович Лашко[13] (2007[14]—?)
- полковник Ляхов Виктор Павлович (2014—2017)
- полковник Бучельников Олег Юрьевич (2017—2018, врио)[15]
- генерал-майор Маковецкий Олег Владимирович (2018, врио)
- генерал-майор Румянцев Сергей Васильевич (2018—2024)
- генерал-майор Юдин Анатолий Владиславович (2024—н. в.)

## Известные курсанты и выпускники

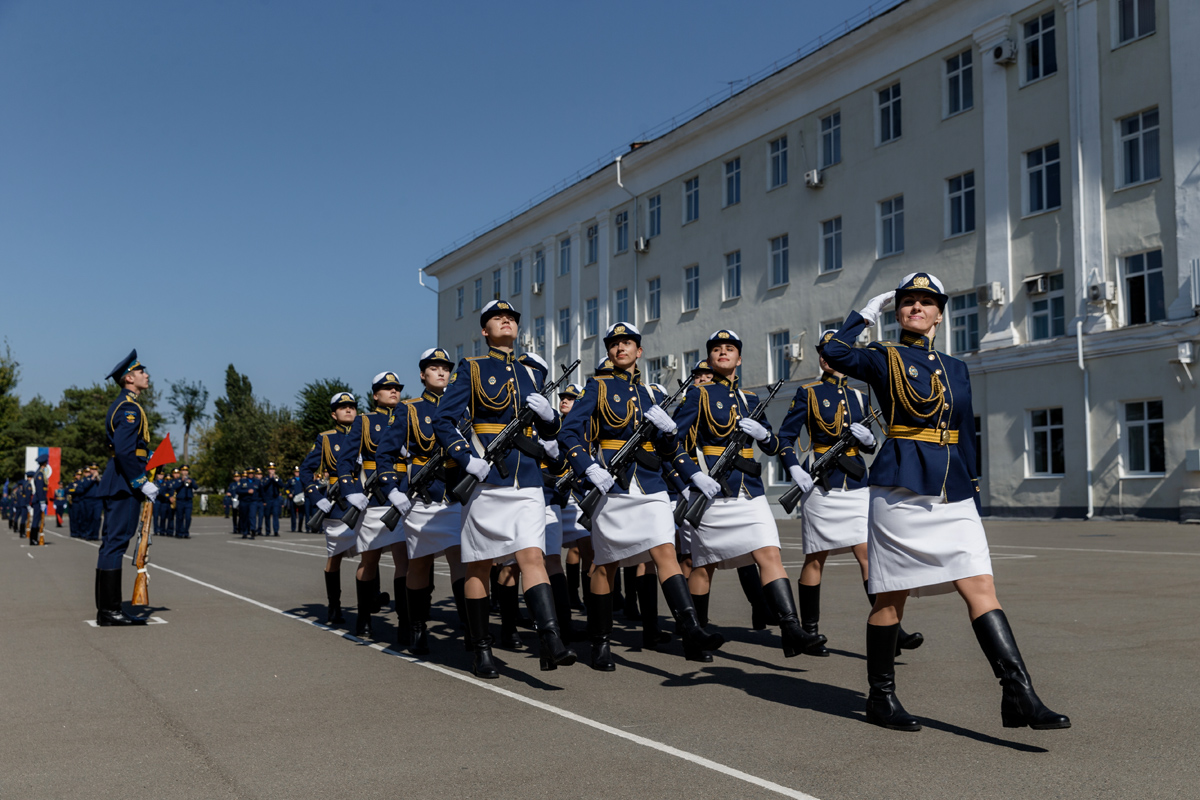
Девушки-курсанты КВВАУЛ приняли Военную присягу

142 выпускника ВУЗа стали Героями Советского Союза, 5 из них удостоены этого звания дважды, 8 выпускников стали летчиками-космонавтами, 7 — летчиками-испытателями.
- В читинско-батайский период в лётной школе обучались[2]:
  -   Скоморохов, Николай Михайлович[16]
  - Кириллов, Владислав Андреевич
  -  Тотмин, Николай Яковлевич
  -  Шавурин, Пётр Иванович
  -  Баршт, Абрек Аркадьевич
  -  Чупиков, Павел Фёдорович
  -  Харитонов, Пётр Тимофеевич
  -  Кожевников, Анатолий Леонидович
  -  Лукьянцев, Василий Петрович
- В период Великой Отечественной войны школу окончили[2]:
  -  Дольников, Григорий Устинович — послужил прототипом главного героя повести Михаила Шолохова «Судьба человека»[2].
  -  Здоровцев, Степан Иванович
  -   Попков, Виталий Иванович — послужил прототипом командира «поющей эскадрильи» в художественном фильме «В бой идут одни «старики»»[2].
  - Трубников Павел Иванович
  -  Шибанов Николай Васильевич
  -  Янковский, Степан Григорьевич
- Среди выпускников училища космонавты[2]:
  -  Комаров, Владимир Михайлович
  -  Горбатко, Виктор Васильевич
  -  Хрунов, Евгений Васильевич
  -  Фаркаш, Берталан
  -  Фам Туан
  -  Моманд, Абдул Ахад
- Герои Российской Федерации:
  -  Филипов, Роман Николаевич
  -  Нечаев, Иван Владимирович
  -  Сизов, Илья Андреевич
  -  Дудин, Виктор Анатольевич
  -  Петрушин, Владимир Александрович
  -  Чиркин, Виктор Мартынович
  -  Леонов, Иван Антонович
  -  Каштанов, Пётр Вячеславович
  -  Дьяченко, Андрей Александрович
  -  Гарнаев, Александр Юрьевич
- Герои Советского Союза:
  -  Маресьев, Алексей Петрович

В конце 1950-х — начале 1960-х здесь училась группа иностранных специалистов (в том числе и военнослужащих ВВС Албании), среди которых был и будущий вратарь футбольной сборной Албании Микель Янку (окончил училище в 1961 году, когда оно находилось в Батайске).

## Памятники
- Бюсты дважды Героя Советского Союза маршала авиации Н. М. Скоморохова и первого дважды Героя Советского Союза С. И. Грицевца. Открыты 7 ноября 2016 года.
- Бюст Героя Советского Союза А. П. Маресьева. Открыт в мае 2016 года[18].
- Памятник Героя Советского Союза лётчика А. К. Серова (проведены реставрационные работы скульпторами Телегиным И. А., Баженовым А. О., Крюковым А. А., 9 апреля 2016 года).
- Памятник В. И. Ленину (проведена реставрация, скульпторы — Исачкин Н. А., Алексеев А.А.)
- Памятник трижды Герою Советского Союза маршалу авиации Александра Покрышкину. Открыт в мае 2013 года[19].
- Памятник лётчику-космонавту Герою Советского Союза Ю. А. Гагарину. Открыт 12 апреля 2014 года[20].
- Бюст Героя России гвардии майора Романа Филипова. Открыт в Борисоглебске на базе 3-го авиационного факультета училища 27 октября 2018 года[21].

Памятник А. К. Серову
Памятник В. И. Ленину
Памятник А. И. Покрышкину
Памятник Ю. А. Гагарину
Бюст Р. Н. Филипова